# 266 Dywizja Piechoty (III Rzesza)
266 Dywizja Piechoty (niem. 266. Infanterie-Division) – niemiecka dywizja z czasów II wojny światowej, sformowana na poligonie w Münsingen na mocy rozkazu z 20 maja 1943 roku, poza falą mobilizacyjna w V Okręgu Wojskowym.

## Struktura organizacyjna
- Struktura organizacyjna w maju 1943 roku:

897., 898. i 899. pułk grenadierów, 266. pułk artylerii, 266. batalion pionierów, 266. oddział łączności;
- Struktura organizacyjna w sierpniu 1943 roku:

897. i 899. pułk grenadierów, 266. pułk artylerii, 266. batalion pionierów, 266. oddział łączności;

## Dowódca dywizji
- Generalleutnant Karl Spang 1 VI 1943 – 8 VIII 1944;